# Désiré Écaré
Désiré Écaré (Treichville, 15 d'abril de 1939 - Abidjan, 17 de febrer de 2009), va ser un director de cinema, guionista i productor ivorià. El 1985 va obtenir el Premi FIPRESCI per la seva pel·lícula Visages de femmes.

## Biografia
Désiré Ecaré va viure la major part de la seva infància a Abidjan en el si d'una família de deu fills en la qual tots anaven a la escola. El seu pare va ser funcionari i la seva mare mestressa de casa. CVa començar el seu educació secundària en el Col·legi Catòlic de Daloa, després en el Col·legi d'Orientació de Plateau i finalment en el Liceu Clàssic d'Abidjan. En 1959 va assistir al Centre d'Art Dramàtic d'Abidjan. Va sortir de Costa d'Ivori cap a França el 19 de setembre de 1961 gràcies a una beca del govern ivorià i va obtenir el batxillerat en ciències experimentals. Estudiant brillant, va ingressar al Centre d’Art Dramatique de la Rue Blanche, on va obtenir un segon premi d'art dramàtic dos anys més tard, i es va incorporar al IDHEC en 1965, on va obtenir un diploma de direcció i producció en 1966. Allí va conèixer a la seva futura esposa, d'origen finlandès, amb la qual va tenir dos fills.
Ecaré va començar la seva carrera com actor de teatre en unir-se a la Compagnie du Toucan creada per Jean-Marie Serreau. Va crear la seva pròpia productora, Les Films de la Laguna, per a realitzar la seva primera pel·lícula, el curtmetratge Concerto pour un exil, sobre un tema suggerit per la seva esposa Marjietta Ecaré: l'alienació social i psicològica dels africans que viuen en París. Per a obtenir el finançament va vendre el seu propi cotxe i el cap de l'oficina de cinema del Ministeri de Cooperació, Jean-René Debrix, li va lliurar deu rotllos de pel·lícula. Després de veure les primeres proves el director d’ Argos Films, Anatole Dauman, li va proporcionar els fons necessaris per a completar l'obra. Concerto pour un exil es basa en gran manera en la improvisació dels actors que, a excepció de Claudia Chazel, no són professionals. Henri Duparc, qui va estudiar a l'IDHEC amb Ecaré, va substituir a vegades a alguns actors absents, igual que la seva esposa. Va guanyar el Premi del Cinema Jove a Ieras i va ser seleccionat per a la Setmana de la Crítica del festival de Canes en 1968. També va ser premiat a Oberhausen, Taixkent i al Festival de Cinema de Cartago.
En 1970 va rodar À nous deux, France! a París amb Pierre Garnier, Frédérique Layne i Marie Gabrielle N’Guipie, de nou sobre l'alienació, però de forma satírica. El tema del mediometraje se centra en les dones africanes, menyspreades pels africans que van venir a estudiar a París, que prefereixen a les dones occidentals. Produït per Argos Films i Films de la Laguna el rodatge es va completar en tres mesos amb un pressupost de 20.000 dòlars. La música és de Memphis Slim, qui actuarà en la seva estrena a Abidjan el 16 de juny de 1970. Va obtenir el Premi especial del jurat a Ieras. La pel·lícula està basada en la ironia i juga amb el moviment de la negritud, la qual cosa va fer que fos prohibida al Senegal durant la presidència de Léopold Sédar Senghor.
Va tornar a Abidjan en 1972 i es va convertir en funcionari, com a conseller del Ministre de Turisme i Cultura sobre l'impacte del turisme en el patrimoni cultural ivorià, però va renunciar en 1973 per a realitzar la seva tercera i última pel·lícula, Visages de femmes, però va haver de deixar de filmar-la per falta de fons. Va intentar aconseguir diners muntant una granja de porcs i després va comprar el restaurant “Le Maqui” en Ouagadougou. De retorn a Abidjan en 1983, va completar Visages de femmes, que va produir i va dirigir amb un pressupost total de 280.000 dòlars. La pel·lícula es va presentar en 1985 en la Sematmana de la Crítica del 48è Festival Internacional de Cinema de Canes i va guanyar el Premi FIPRESCI. Estrenada a París unes setmanes més tard, va ser vista per 130.105 espectadors al llarg de 16 setmanes, però la pel·lícula va provocar un escàndol degut a una llarga escena d'amor explícita i va ser prohibida a Costa d'Ivori “per obscenitat i faltes al pudor”, la qual cosa va provocar grans debats i un major interès per part del públic.
Désiré Ecaré va intentar després dirigir un guió escrit uns anys abans, titulat Affaires africaines. Possiblement titulat Indépendance cha cha, “seria la història de tots els canvis que ha sofert Àfrica des de la independència, a través dels ulls de dos pagesos”, va dir Désiré Ecaré a Jacques Siclier. “Tot canvia al seu voltant, excepte la seva petita existència”. Va planejar un gran pressupost però no va poder obtenir finançament i el projecte va quedar aparcat.

## Filmografia

### Curtmetratges
Director, guionista
- 1967 - Concerto pour un exil (+ guionista, escriptor de diàlegs, autor de comentaris i editor)

### Llargmetratges
Director, guionista, productor
- 1970 - À nous deux France! (Femme nue, femme noire) (+ guionista) amb Pierre Garniel, Frédérique Layne y Marie Gabrielle N’Guipie.[11]

- 1985 - Visages de femmes (+productor i guionista) amb Eugénie Cissé-Roland, Sidiki Bakaba, Albertine N’Guessan, Kouadio Brou i Véronique Mahile [16]